# Fort Madison
Fort Madison is een plaats (city) in de Amerikaanse staat Iowa, en valt bestuurlijk gezien onder Lee County.

## Demografie
Bij de volkstelling in 2000 werd het aantal inwoners vastgesteld op 10.715. In 2006 is het aantal inwoners door het United States Census Bureau geschat op 10.916, een stijging van 201 (1,9%). In 2010 bedroeg het aantal inwoners 11.051.

## Geografie
Volgens het United States Census Bureau beslaat de plaats een oppervlakte van 33,6 km², waarvan 23,9 km² land en 9,7 km² water. Fort Madison ligt op ongeveer 161 m boven zeeniveau.

## Geboren in Fort Madison
- Dennis O'Keefe (1908-1968), filmacteur en schrijver
- Thomas M. Hoenig (1946), CEO van de Federal Reserve Bank van Kansas City

## Plaatsen in de nabije omgeving
De onderstaande figuur toont nabijgelegen plaatsen in een straal van 16 km rond Fort Madison.